# Kaylee McKeown
Kaylee Rochelle McKeown, född 12 juli 2001, är en australisk simmare. Hennes syster, Taylor, är också simmare. Hon innehar världsrekordet på 100 meter ryggsim i långbana.

## Karriär
I juli och augusti 2021 tävlade McKeown i fyra grenar vid OS i Tokyo och tog medalj i samtliga grenar. Individuellt tog hon guld på 100 meter ryggsim och satte ett nytt olympiskt rekord på tiden 57,47 sekunder samt även guld på 200 meter ryggsim. McKeown var även en del av Australiens kapplag som tog guld och satte ett nytt olympiskt- och oceaniskt rekord på 4×100 meter medley efter ett lopp på 3.51,60. Hon var också en del av kapplaget som tog brons på 4×100 meter mixed medley.
Vid VM i Budapest i juni 2022 tog McKeown fyra medaljer. Individuellt tog hon guld på 200 meter ryggsim och silver på 200 meter medley. McKeown var även en del av Australiens kapplag som tog silver på 4×100 meter medley och 4×100 meter mixed medley.
Vid kortbane-VM i Melbourne i december 2022 tog McKeown fem medaljer. Individuellt tog hon guld på både 100 och 200 meter ryggsim samt brons på 200 meter medley, där hon noterade ett nytt oceaniskt rekord. McKeown var även en del av Australiens kapplag som tog silver på 4×100 meter medley samt som erhöll ett guld efter att ha simmat försöksheatet på 4×50 meter medley, där Australien sedermera tog medalj i finalen.
Vid olympiska sommarspelen 2024 vann McKeown fem medaljer. Hon försvarade sina OS-guld på 100 meter och 200 meter ryggsim, då han vann båda distanserna på nytt olympiskt rekord. Hon tog dessutom brons på 200 meter medley. Hon var även med i Australiens två lag på 4x100 medley som tog silver för damer och brons för mixade lag.